# Ulderico Fabbri

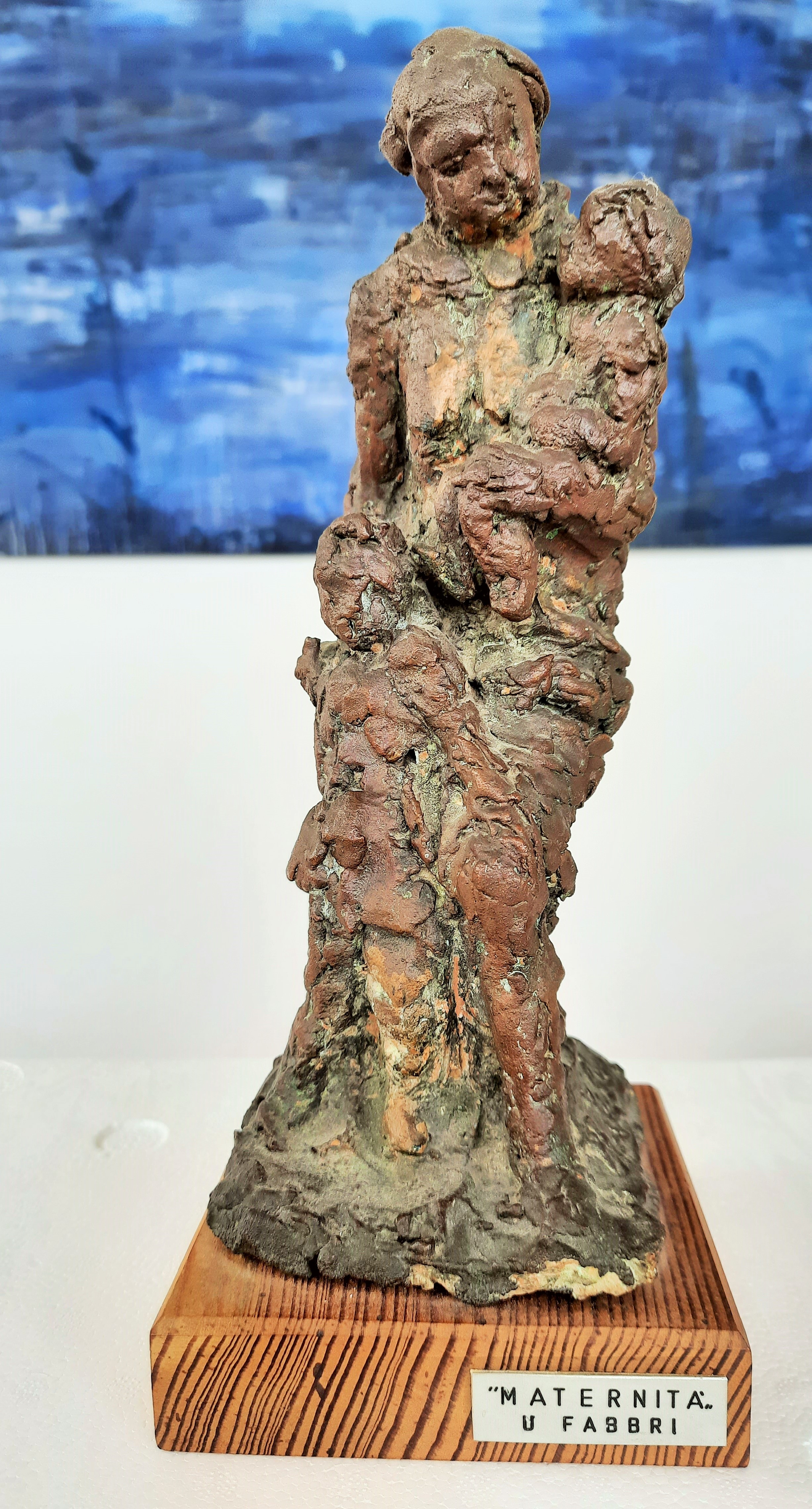
Ulderico Fabbri: Maternità, già collezione Alfredo Filippini

Ulderico Fabbri (Monestirolo, 2 luglio 1897 – Ferrara, 16 agosto 1970) è stato uno scultore italiano.

## Biografia
Nasce a Monestirolo, frazione di Ferrara, dal commerciante Chiarissimo e da Teresa Meotti. Da ragazzo lavora presso un marmista e segue i corsi serali all'istituto d'arte "Dosso Dossi". Chiamato alle armi, parte per il fronte macedone e, colpito da una granata, torna con una grave atrofia alla mano sinistra e una parziale atrofia alla destra. Ottiene la pensione di grande invalido di guerra e a Roma, grazie a una lenta e costante riabilitazione, recupera quasi completamente l'uso delle mani. Studia all'Accademia di Belle Arti di Roma. 
Realizza nudi maschili con gli arti inferiori mutilati: sono sculture doloranti e simboliche, che traggono ispirazione da Antonio del Pollaiolo e dal neo-quattrocentismo. Ulderico Fabbri guarda anche ad Auguste Rodin e a Medardo Rosso. Artista eclettico, tende talvolta alla geometrizzazione, ad esempio nella scultura di marmo Ippogrifo, esposta nel 1928 a Ferrara. Nella scultura Bimbo al telefono, in pietra artificiale, realizzata nel 1930 e oggi a Modena presso la collezione d'arte dell'Assicoop, mescola un elemento moderno all'impostazione classica della figura.
Fu autore, agli inizi degli anni Trenta del Novecento, di alcuni dei busti in marmo collocati nel Sacrario dei Martiri fascisti (Paolo Accorsi, Franco Gozzi, Rino Moretti) posto nell'allora nuova sede della Casa del Fascio, assieme ai colleghi Giuseppe Virgili, Enzo Nenci, Antonio Alberghini, Laerte Milani e Gaetano Galvani.
Invia sue opere alla mostra internazionale di Arte Sacra di Padova del 1931, alla Primaverile di Firenze del 1933, alla Biennale di Venezia del 1936. Nel 1937 la sua scultura Giovinetto è acquisita dalla Galleria d'arte moderna di Milano. Nel 1938 realizza il busto in marmo del maresciallo d'Italia Emilio De Bono che originariamente era nella cosiddetta Corte delle Vittorie di Roma ed ora è in deposito alla Casa Madre dei Mutilati di Roma. Il busto di un altro quadrumviro, Italo Balbo, realizzato in gesso patinato, esposto al 
MART di Rovereto in occasione della mostra Arte e Fascismo, è custodito a Ro Ferrarese presso la Fondazione Cavallini-Sgarbi, come pure Salvamento, terracotta del 1953.
Altre sue sculture a Ferrara: le formelle in terracotta della Via Crucis, nel Gran Claustro della Chiesa di San Cristoforo alla Certosa; Il Genio dell'arte, scultura in bronzo sulla facciata del Conservatorio Girolamo Frescobaldi (1930); la Fontana Narciso, in bronzo dorato, alla Camera di Commercio di Ferrara (1964); il neo-quattrocentesco Busto di Madonna, in terracotta, oggi di proprietà della BPER (1946). Originalmente risolto dal punto di vista iconografico è il gruppo fittile dell'Ecce Homo (Ferrara, collezione privata).
Nel 1954 Ulderico Fabbri ha scolpito in marmo bianco la statua giacente sul monumento funebre dell'Arcivescovo Ruggero Bovelli, collocato nel 1955 nella Cattedrale di Ferrara: un'opera su commissione, in cui l'artista recupera tutta la tradizione accademica della scultura italiana. Successivamente portò a termine la realizzazione dell'altare del Sacro Cuore nel Duomo di Milano, ideato ma lasciato incompiuto da Edoardo Rubino che era deceduto nel 1954. 
Datato 1957 è l'altare in marmo della cappella del nuovo Seminario Arcivescovile di Ferrara, che raffigura un pellicano che nutre i piccoli. Le terrecotte degli ultimi anni, che rappresentano figure sofferenti, con occhi semichiusi dentro la fessura delle palpebre, oscillano tra un recuperato primitivismo e il disfacimento della forma sull'esempio di Medardo Rosso.

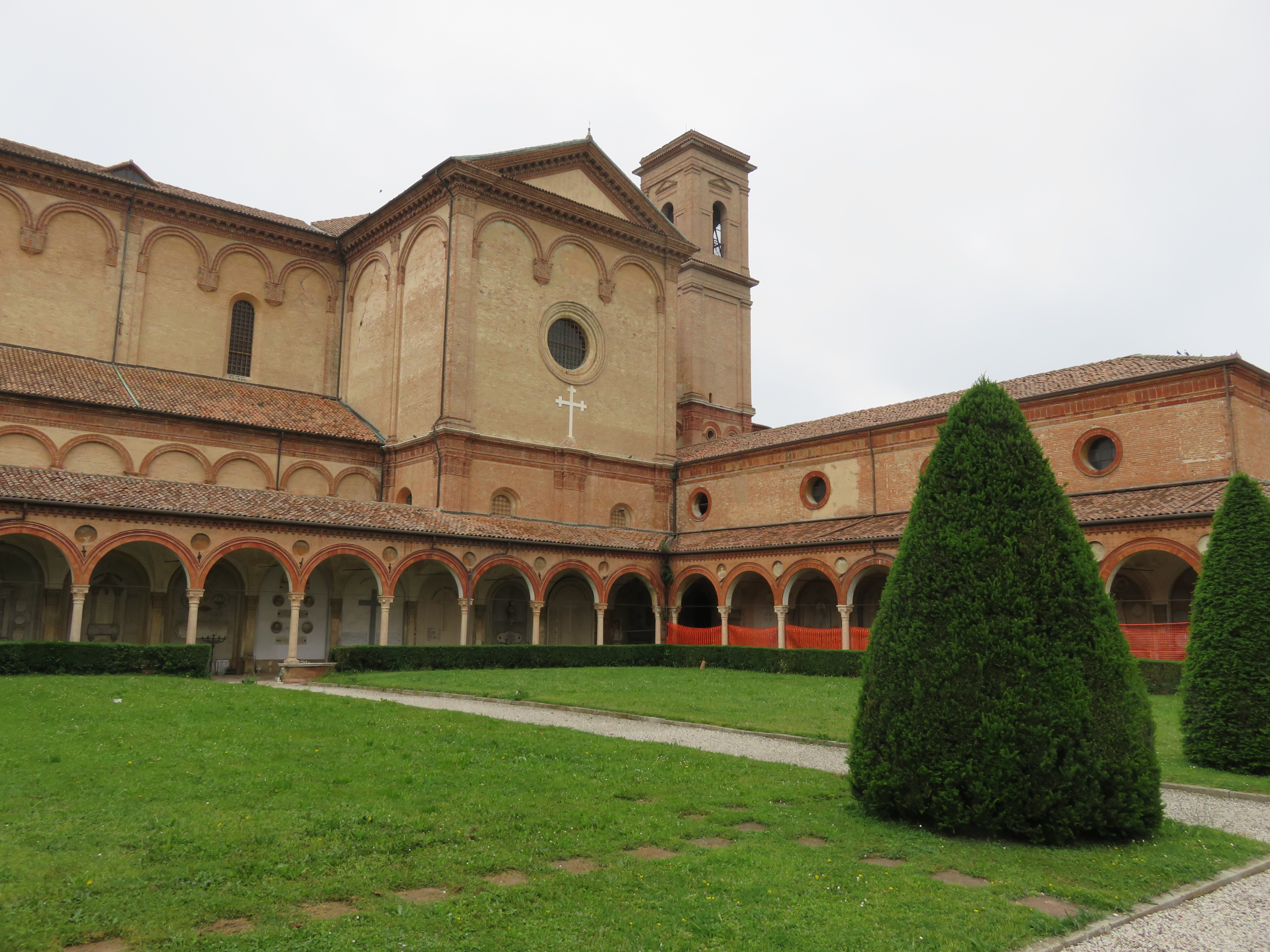
Gran Claustro della Certosa di Ferrara

Nel documentario di Flavia Franceschini Ulderico Fabbri, uno scultore ferrarese, viene anche ripreso il filmato Al Filò, girato nel 1953 da Florestano Vancini, che contiene un'intervista ad Ulderico Fabbri nel cortile del suo studio in via Boccaleone a Ferrara, oltre alle interviste a Marcello Tassini, Ervardo Fioravanti, Giuseppe Virgili, Annibale Zucchini, Danilo Farinella, Nemesio Orsatti, Galileo Cattabriga.